# Devil in His Heart
«Devil in His Heart» (рус. Дьявол в его сердце) — песня, написанная американским автором Ричардом Дрэпкином (Richard Drapkin). Песня известна благодаря кавер-версии, выполненной группой «Битлз» и опубликованной на их втором студийном альбоме.

## Первые записи
Впервые песня была записана в Детройте женской группой The Donays для лейбла Correc-tone Records. Позднее песня была переиздана нью-йоркским лейблом Brent в августе 1962 года, уже под названием «(There’s a) Devil in His Heart». Эта же версия была переиздана в Великобритании лейблом Oriole. Композиция не снискала особой популярности среди слушателей ни в США, ни в Великобритании.

## Версия «Битлз»
Группа «Битлз» записала кавер-версию этой песни под названием «Devil in Her Heart» (рус. Дьявол в её сердце) для своего второго альбома With The Beatles; основную вокальную партию исполнял Джордж Харрисон. Оригинальный текст песни был незначительно переделан под исполнителя мужского пола.
Запись состоялась 18 июля 1963 — в течение той же сессии группа записала также песни «You Really Got a Hold on Me», «Money (That’s What I Want)» и «Till There Was You». В общей сложности было записано три полных дубля и три дубля с добавочными партиями.
В записи участвовали:
- Джордж Харрисон — дважды записанный и сведённый вокал, соло-гитара
- Пол Маккартни — бас-гитара, подголоски
- Джон Леннон — ритм-гитара, подголоски
- Ринго Старр — ударные

Песня стала самой малоизвестной композицией, когда-либо перепетой «Битлз». Позже она была включена также в американский альбом группы The Beatles' Second Album, вышедший в апреле 1964 года.

## «Devil in His Heart» (песня Motown)
Совершенно другая песня с таким же названием была написана Робертом Горди (Robert Gordy) и записана в 1963 году Керолин Кроуфорд (Carolyn Crawford). Песня была выпущена на лейбле Motown в октябре 1963.